# 石碁站
石碁站是广州地铁四号线的高架车站，位於中國廣東省廣州市番禺区石碁镇市莲路与广澳高速公路交界东南侧的地塊。於2006年12月30日启用。

## 车站结构

### 车站楼层
本站共有两层，地上二层为4号线月台；地面为站厅；车站附近为广澳高速公路高架桥梁、市莲路、广东女子学院等建筑。
| 地上二层 | 侧式站台 | 侧式站台                                                 | 侧式站台 | 侧式站台 |
|          | 1 站台   | █4号线 黃村方向（下站：新造）                            |          |          |
|          | 2 站台   | █4号线 南沙客运港方向（下站：海傍）                      |          |          |
|          | 侧式站台 |                                                          |          |          |
| 地面     | 站廳     | 售票機、客服中心、商店、警务室、安检设施、卫生间、母婴室 |          |          |

### 站厅
为方便乘客进出，收费区设于站厅中心，站厅收费区设有一台专用电梯、两台扶手电梯以及一组楼梯供乘客前往不同方向的月台。
石碁站站厅設有少量自助服務設施供乘客享用，包括自動售賣機等。
另外，本站的卫生间设于站厅收费区的车站控制室旁，母婴室则设于站厅收费区东侧。

### 月台
本站设有两个侧式月台，位于京珠高速西側的上空。
在本站南端西侧路轨设有一条存车线，如果海傍站至南沙客運港站出現故障而需要暫停服務時，南沙客運港方向的列車可以該站作為臨時的終點站。在這種情況下，列車首先會在該站2號月台清客，之後會駛入存车线用作調頭之用。其後，列車將會再經過月台南端的單渡線駛入該站1號月台，接載往黄村沿途各站的乘客，4號線的东涌站亦是類似設計。

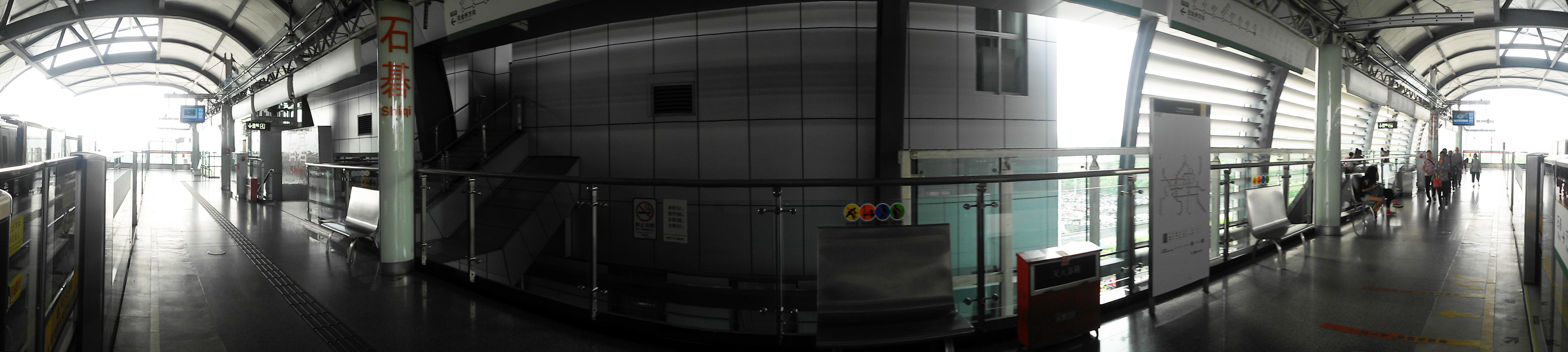
1號月台全景图

### 出入口
石碁站现时共设有两个出入口供乘客进出。
|                                 |                                  |      |          |                    |
| 編號                            | 设施                             | 照片 | 出口指示 | 建議前往的目的地   |
| A                               | 盲道标志 · 无障碍通道标志 · 同层 |      | 市莲路   | 地铁石碁站公交车站 |
| B                               | 盲道标志 · 无障碍通道标志 · 同层 |      | 市莲路   |                    |
| 註： 設有 \| 設有 \| 設於同一層 |                                  |      |          |                    |

## 接驳交通
| 巴士（地铁石碁站） \| 编号 \| 编号 \| 线路 \| 线路 \| 线路 \| 收费 \| 备注 \| \| ---- \| ------------- \| -------------- \| ---- \| ------------ \| ----- \| --------------- \| \| \| 番92旅游专线 \| 番禺市桥汽车站 \| ⇆ \| 莲花山车站 \| 2–3元 \| \| \| \| 番93 \| 番禺中心医院 \| ⇆ \| 莲花山车站 \| 2–3元 \| 15–30分/班 \| \| \| 番93短线番93B \| 地铁海傍站 \| ⇆ \| 莲花山车站 \| 2元 \| 20–40分/班 \| \| \| 番111 \| 永旺梦乐城 \| ⇆ \| 地铁海傍站 \| 2元 \| \| \| \| 番126 \| 番禺创新科技园 \| ↺ \| 地铁海涌路站 \| 2–3元 \| 20–120分/班 \| \| \| 番131长线 \| 地铁石碁站 \| ⇆ \| 胜洲村 \| 2元 \| \| \| \| 番131短线 \| 地铁石碁站 \| ⇆ \| 山海连城 \| 2元 \| 40–120分/班 \| \| \| 番132旅游专线 \| 大岭村 \| ⇆ \| 地铁石碁站 \| 2元 \| \| \| \| 番夜3 \| 地铁石碁站 \| ⇆ \| 尚上名筑 \| 3元 \| 番111路附属线路 \| |               |                |      |              |       |                 |
| 编号 | 编号          | 线路           | 线路 | 线路         | 收费  | 备注            |
| | 番92旅游专线  | 番禺市桥汽车站 | ⇆    | 莲花山车站   | 2–3元 |                 |
| | 番93          | 番禺中心医院   | ⇆    | 莲花山车站   | 2–3元 | 15–30分/班      |
| | 番93短线番93B | 地铁海傍站     | ⇆    | 莲花山车站   | 2元   | 20–40分/班      |
| | 番111         | 永旺梦乐城     | ⇆    | 地铁海傍站   | 2元   |                 |
| | 番126         | 番禺创新科技园 | ↺    | 地铁海涌路站 | 2–3元 | 20–120分/班     |
| | 番131长线     | 地铁石碁站     | ⇆    | 胜洲村       | 2元   |                 |
| | 番131短线     | 地铁石碁站     | ⇆    | 山海连城     | 2元   | 40–120分/班     |
| | 番132旅游专线 | 大岭村         | ⇆    | 地铁石碁站   | 2元   |                 |
| | 番夜3         | 地铁石碁站     | ⇆    | 尚上名筑     | 3元   | 番111路附属线路 |

## 利用状况
石碁站是石碁、石楼两镇村民前往广州市区最主要的交通工具之一。全天的出入闸客流虽然一般，但是在节假日的时候客流亦会有所上升。
另外，本站是最接近番禺著名景点莲花山的地铁站，因此在地铁A出入口设置有直达莲花山的公交车，对于广州市区的居民来说，每逢农历新年、节假日以及观音诞的时候，本站都会出现大量前往莲花山观光的人士，出站接驳巴士等交通工具前往莲花山。

## 历史
本站最早出現在2003年的方案中。当时规划的4號綫沿京珠高速繼續延長至南沙，本站作為新出現的4號線的中途站之一，位置与现时基本一致。
隨後本站随4号线二期工程在2004年4月25日批覆可行性报告。2006年12月30日，4號線二期首通段开通运营，本站正式启用。
2012年3月6日清晨6时许，一辆满载易燃气体的油罐车在京珠高速行驶至石碁路段时，突然翻下7米路基，跌落在地铁四号线石碁站旁停车场内。受事件影响，本站关闭3个小时，所幸未造成人员伤亡。
2022年年末疫情期间，本站曾受防控措施影响，于11月28日至11月30日下午暂停服务。